# Kabinett Sigurður Ingi Jóhannsson
Das Kabinett Sigurður Ingi Jóhannsson war im Jahre 2016 vom 7. April bis zur Parlamentswahl vom 29. Oktober die  Regierung Islands. Da nach der Wahl zunächst keine neue Regierungskoalition gebildet werden konnte, führte die Regierung die Geschäfte kommissarisch weiter. Sie wurde am 11. Januar 2017 durch das Kabinett Bjarni Benediktsson (2017) abgelöst.
Es handelte sich um eine Fortführung der Koalition aus der Fortschrittspartei, einer bäuerlichen Mittepartei, und der liberal-konservativen Unabhängigkeitspartei, die vom 23. Mai 2013 bis zum 6. April 2016 als Kabinett Sigmundur Davíð Gunnlaugsson die Regierung Islands bildete. Die Umbildung der Regierungskoalition erfolgte nach dem Rücktritt von Premierminister Sigmundur Davíð Gunnlaugsson, dessen Nachfolge Sigurður Ingi Jóhannsson (beide Fortschrittspartei) angetreten hatte. Sigmundur Davíð war kein Mitglied der neuen Regierung. Der Posten des Ministers für Fischerei und Landwirtschaft, den Sigurður Ingi Jóhannsson innehatte, wurde vom bisherigen Außenminister Gunnar Bragi Sveinsson übernommen, während das Außenministerium an Lilja Dögg Alfreðsdóttir als neues Regierungsmitglied ging. Lilja Dögg war zu diesem Zeitpunkt kein Mitglied des isländischen Parlaments Althing.

## Regierungsmitglieder
| Ressort                          | Minister                   | Zeitraum               | Partei                |
| -------------------------------- | -------------------------- | ---------------------- | --------------------- |
| Premierminister                  | Sigurður Ingi Jóhannsson   | seit 7. April 2016     | Fortschrittspartei    |
| Auswärtiges                      | Lilja Dögg Alfreðsdóttir   | seit 7. April 2016     | Fortschrittspartei    |
| Finanzen                         | Bjarni Benediktsson        | seit 23. Mai 2013      | Unabhängigkeitspartei |
| Soziales und Wohnen              | Eygló Harðardóttir         | seit 23. Mai 2013      | Fortschrittspartei    |
| Inneres                          | Ólöf Nordal                | seit 4. Dezember 2014  | Unabhängigkeitspartei |
| Bildung, Wissenschaft und Kultur | Illugi Gunnarsson          | seit 23. Mai 2013      | Unabhängigkeitspartei |
| Gesundheit                       | Kristján Þór Júlíusson     | seit 23. Mai 2013      | Unabhängigkeitspartei |
| Industrie und Handel             | Ragnheiður Elín Árnadóttir | seit 23. Mai 2013      | Unabhängigkeitspartei |
| Umwelt und natürliche Ressourcen | Sigrún Magnúsdóttir        | seit 31. Dezember 2014 | Fortschrittspartei    |
| Fischerei und Landwirtschaft     | Gunnar Bragi Sveinsson     | seit 7. April 2016     | Fortschrittspartei    |

## Weblink
- Website der isländischen Regierung (Memento vom 1. Dezember 2016 im Internet Archive)